# Christian Baciotti
, o semplicemente Baciotti (Tolosa, 1950), è un cantante, compositore e produttore discografico francese.
È conosciuto per la hit del 1977 Black Jack, che ottenne un buon successo anche in Italia.
Nel 1977 pubblica l'album Black Jack dove è contenuto l'omonimo singolo, che spopolerà in Francia e Italia all’inizio dell’anno seguente.
Sempre nel 1978 pubblica l'album Moody Blue Rendez-Vous, ma il successo è ormai alle spalle; da qui in poi del cantante non si hanno più notizie. Il suo nome riappare poi come arrangiatore di alcuni singoli della cantante Bibie nella fine degli anni ottanta.

## Discografia
- 1977 – Black Jack[2]
- 1978 – Moody Blue Rendez-Vous[3]